# مارلنهایم
مارلنهایم (به فرانسوی: Marlenheim) یک کمون در فرانسه با جمعیت ۳٬۵۲۲ نفر است که در Canton of Wasselonne واقع شده‌است.